# Sarsia japonica
Sarsia japonica är en nässeldjursart som först beskrevs av Takumi Nagao 1962.  Sarsia japonica ingår i släktet Sarsia och familjen Corynidae. Inga underarter finns listade i Catalogue of Life.